# Jessica Grant
Jessica Grant es una deportista estadounidense que compitió en tiro con arco, en la modalidad de arco compuesto. Ganó dos medallas en el Campeonato Mundial de Tiro con Arco en Sala de 2003, oro por equipo y plata individual.

## Palmarés internacional
| Campeonato Mundial en Sala | Campeonato Mundial en Sala | Campeonato Mundial en Sala | Campeonato Mundial en Sala |
| Año                        | Lugar                      | Medalla                    | Prueba                     |
| -------------------------- | -------------------------- | -------------------------- | -------------------------- |
| 2003                       | Nimes (Francia)            | Medalla de oro             | Equipo                     |
| 2003                       | Nimes (Francia)            | Medalla de plata           | Individual                 |